# ピットロード
ピットロード (PIT-ROAD) は日本の模型メーカーである。ピットロード東名とも呼ばれる。

## 概要
1981年に鈴木幹雄により開店した模型小売店「ホビーショップ・ピットロード」を前身とする。メーカーとしては主に1/700スケールの艦船・航空機などのプラモデルを製造・発売している。キットの出来に完成品が非常に大きく左右される1/700スケールという模型において、シャープでカッチリとしたモールドは「ピットロードスタンダード」と評される。
艦船模型では、主に旧ソ連・ロシア海軍、第二次世界大戦後のアメリカ海軍がそろう「ワールドモダンシップシリーズ」や、第二次世界大戦時の大日本帝国海軍とアメリカ海軍の艦船・輸送船がそろう「ワールドウォーシップシリーズ」が主力となっている。近年は食玩の原型製作も行っている。
これらのピットロード製品は「スカイウェーブ (SKY WAVE) 」と銘打っているが、これは、当初これらの製品を製造していたグリーンマックスが使用していたブランド名であり、ピットロードに発売元が移ってからも引き続いて使用されている。
本社所在地は神奈川県川崎市高津区梶ケ谷。ショールームの「ノースポート」が本社の1階に所在する。

## 沿革
1970年代、創業者の鈴木幹雄は親族が経営する東京都板橋区の模型小売店「ホビーショップ・マックス」に店員として在籍しており、後に兄弟の鈴木誠一率いる東名自動車に入社し東名自動車のパーツショップを神奈川県川崎市に開店。
1981年3月、パーツショップから模型小売店に転向し「ホビーショップ・ピットロード」が開店した。
ホビーショップ・マックスは1975年にグリーンマックスと改名し鉄道模型メーカー兼鉄道模型専門店となっていたが、1978年からフレッチャー級駆逐艦を皮切りに「スカイウェーブシリーズ」と銘打って1/700スケール艦船・航空機プラモデルに参入した。1980年代前半期に本体の鉄道模型部門の業績が一時的に悪化したのを契機に事業の整理を図り、スカイウェーブシリーズの販売権をホビーショップ・ピットロードに譲渡した。
スカイウェーブでは既に1/700スケールで展開されていた「ウォーターラインシリーズ」とは非競合の方針を取り、アメリカ・イギリス・ドイツの高速魚雷艇・戦車揚陸艦やドイツのZ級駆逐艦・Uボートブンカーといった艦船に加え、海軍基地などのジオラマアクセサリー、航空機や戦車など多岐にわたって1/700スケールで製品化した。シャープでカッチリしたモールドとも相まってコアな艦船モデラーの支持を受けた。
1984年、ピットロードのオリジナル製品として1/700スケールで原子力潜水艦オハイオ級のレジンキットを開発・発売。
1985年、ピットロード名義でスカイウェーブシリーズの発売を再開。同年、自社オリジナルの1/700スケールインジェクションキットとしてソビエト連邦海軍のミサイル巡洋艦クリヴァク I ･ IIを発売。以降それまでほとんど製品が無かった日本以外の国の大戦艦艇・現用艦を積極的に発売した。
1987年、個人商店から有限会社に改組し「ピットロード東名」となった。1/700スケールで日本海軍艦艇装備品の共通パーツセット(I) を発売。それまでメーカーによってバラバラだった1/700スケールの装備パーツを、精巧に共通化させる製品として人気を得た。
1990年、ショールームの名称を「デリックポスト」に改名。
1993年、製品の金型をレンタル契約していた業者が経営危機に陥った。この時、同社の金型が国内外に流失し、一部の製品が生産中止に追い込まれた。
護衛空母ボーグやイギリス・ドイツの駆逐艦などはタミヤが買い取り、ウォーターラインシリーズに組み入れた他、上海のドラゴンモデルズが買い取った金型もある。インディペンデンス級空母のように所在が判らなくなったものもあった。
1994年12月、1/700スケールで駆逐艦陽炎を発売し、これ以降ウォーターラインシリーズとの競合が本格化する。当初はウォーターラインの既製品を凌ぐ精巧で綺麗なモールドが高い人気を得る。
1992年にフジミ模型が静岡模型教材協同組合を脱退し、残った3社がウォーターラインの欠けた製品群を補う形で新製品を発売。やがてシリーズ初期に発売された日本艦旧製品のリメイクに発展した。リメイク製品の種類が増えるにつれてピットロードとの差は急速に縮小した。
それまでウォーターラインシリーズとは競合しなかった事から、静岡模型教材共同組合とピットロードとの関係は良好であったが、この頃から次第に関係が悪化していった。
1998年、ショールームが横浜市都筑区に移転し、「ノースポート」と改名。同年、1/43スケールミニカーに参入し、東名自動車のTS・ADVANサニーを発売。
2001年、中国のトランペッターと業務提携した。大型艦においては日本で基本設計を行い、中国で金型製作・生産し、日本での販売はピットロードが、日本以外ではトランペッターが販売するという製造・販売形態が始まった（1/350 護衛艦こんごうなど）。しかしながら従来製品と比較して内容にやや見劣りする部分もあり、かつての超精巧で綺麗なモールドを支持してきたモデラーからは不満の声が出た。なお、小型艦は従来どおりに日本国内生産である。
2005年、ショールームの「ノースポート」が梶ヶ谷の本社1階に移転。2006年、ノースポートが楽天市場にて展開を開始した。
2006年、トランペッターと共同で1/700アドミラル・クズネツォフ、1/700ニミッツ級航空母艦ニミッツ・リンカーンを発売。
ニミッツは軍用艦としては世界最大の艦船であり、1/700スケールでもその巨大さから、有名な艦であるにもかかわらずキット化に恵まれない艦船であったが、初のキット化となった。

## 製品
主な製品を記す。
- 1/700インジェクションキット
  - 海上自衛艦シリーズ
  - ワールドモダンシップシリーズ（現用艦艇）
  - ワールドウォーシップシリーズ（大戦艦艇）
  - 艦船装備セットシリーズ
  - エアクラフトシリーズ
  - 情景シリーズ（旧グリーンマックス製品）
- 1/35AFVインジェクションキット
  - グランドアーマーシリーズ（G）
- 1/72AFVインジェクションキット
  - グランドアーマーシリーズ（SG）
- レジンキット
  - ハイモールドシリーズ（1/700艦船）
  - スペシャルレジンキットシリーズ（旧作レジンキットの復刻版）
  - コンバットサブマリンシリーズ（1/350潜水艦）
  - ディープダイバーシリーズ（深海探査艇、深海大気潜水服）
  - グランドフォースシリーズ（AFV）
- 1/700メタルキット
  - メタルプレーンシリーズ
  - ミニマムワールドシリーズ
本シリーズの中には、かつてグリーンマックスがインジェクションキットとして発売していた独米ソのAFVキットの複製メタル復刻版製品が含まれる。
- オリジナル塗料、エッチングパーツ、改造パーツ等
- 原型製作
  - 世界の艦船（2003年、タカラ発売、14種類＋シークレット、レア各1種）
  - 世界の艦船 Series02（2004年、タカラ発売、16種類＋シークレット、レア各2種）
  - 連斬模型 戦艦大和（2004年、タカラ発売、20種類＋シークレット付属）
  - 連斬模型 亡国のイージス　渥美バージョン（タカラ発売、5種類＋シークレット1種類）
  - 連斬模型 亡国のイージス　仙石バージョン（タカラ発売、5種類＋シークレット1種類）
  - 連斬模型 軽巡洋艦矢矧（2006年、タカラ発売、9種類＋シークレット3種類）
  - 世界の艦船 ローレライ（2005年、タカラ発売、8種類＋シークレット、レア各1種）
  - 世界の艦船 Series03（2005年、タカラ発売、13種類＋シークレット1種、レア2種）
  - 世界の艦船 Series04（2005年、タカラ発売、11種類＋シークレット2種、レア1種）
  - 世界の翼 Series01（タカラ発売、13種類＋シークレット2種）
  - 世界の翼 Series02（タカラ発売、13種類＋シークレット2種）

## ノースポート
ピットロードは、神奈川県川崎市の本社1階に直営小売店として「ノースポート」を設置しており、ノースポートにて通信販売も行っている。なお、ノースポートは楽天市場にも出店している。自社製品以外に他社製のプラモデルも扱う模型小売店でもある。
ノースポートにおいて、ピットロードの日本国内生産分の廃ランナー (プラモデルのパーツの周りについている枠。成形時に溶けたプラスチックが通るためランナーと言う) の回収を行っている。ただし、中国生産品は回収対象とはなっていない。
アメリカのゴールドメダル社のディテールアップパーツや、イギリスのホワイトエンサインモデルズ社の1/700スケール航空機キットを輸入・販売している。